# Hallstein Bøgseth
Hallstein Bøgseth (ur. 8 lipca 1954 w Levanger) – norweski kombinator norweski, czterokrotny medalista mistrzostw świata.

## Kariera
Hallstein Bøgseth reprezentował klub Namdalseid IL. W 1978 roku wystąpił na mistrzostwach świata w Lahti, gdzie zajął 23. miejsce indywidualnie. Dwa lata później brał udział w igrzyskach olimpijskich w Lake Placid, uzyskując ósmy wynik na skoczni, jednak w biegu zajął dopiero 19. miejsce, co dało mu jedenastą pozycję w całych zawodach.
Pierwszy sukces w swojej karierze osiągnął w 1982 roku, podczas mistrzostw świata w Oslo, gdzie wspólnie z Espenem Andersenem i Tomem Sandbergiem wywalczył srebrny medal w zawodach drużynowych. Już po skokach zajmowali drugie miejsce, z wyraźną stratą do prowadzących reprezentantów NRD i niedużą przewagą nad zajmującymi trzecie miejsce Finami. W biegu nie zdołali dogonić Niemców, na dodatek zostali wyprzedzeni przez Finów. Po obliczeniu punktów okazało się, że Norwegowie i Finowie uzyskali identyczny wynik punktowy (1243.60 pkt), wobec czego srebrne medale przyznano obu drużynom.
W Pucharze Świata zadebiutował 7 stycznia 1984 roku w Schonach. Zajął wtedy dwunaste miejsce w konkursie rozgrywanym metodą Gundersena i tym samym już w swoim debiucie zdobył pierwsze pucharowe punkty. W pozostałych konkursach sezonu 1983/1984 trzykrotnie plasował się w czołowej dziesiątce, ale na podium nie stanął. W klasyfikacji generalnej zajął ósme miejsce. W lutym 1984 roku wystąpił na igrzyskach olimpijskich w Sarajewie, gdzie osiemnasty wynik na skoczni i ósmy czas biegu pozwoliły mu zająć jedenaste miejsce. Miesiąc później zdobył złoty medal w sztafecie na mistrzostwach świata w Rovaniemi. Wraz z Sandbergiem i Geirem Andersenem minimalnie wyprzedził Finów oraz reprezentantów ZSRR.
W sezonach 1984/1985 i 1985/1986 zajmował czwarte miejsca w klasyfikacji generalnej. W tym czasie czterokrotnie stawał na podium, po raz pierwszy 15 grudnia 1984 roku w Planicy, gdzie był trzeci, następnie powtórzył ten wynik 23 lutego 1985 roku w Leningradzie, 18 stycznia 1986 roku był drugi w Murau, a 14 marca 1986 roku w Oslo był najlepszy. Zwycięstwo w Oslo było jego pierwszym i zarazem ostatnim triumfem w zawodach pucharowych oraz ostatnim w karierze podium w zawodach Pucharu Świata. Na mistrzostwach świata w Seefeld w 1985 roku indywidualnie zajął ósme miejsce, a drużynowo zdobył kolejny srebrny medal.
Ostatni sukces osiągnął w 1987 roku na mistrzostwach świata w Oberstdorfie, gdzie razem z Trondem-Arne Bredesenem i Torbjørnem Løkkenem zdobył swój trzeci srebrny medal. W 1988 roku wystartował na igrzyskach olimpijskich w Calgary. W zawodach drużynowych Norwegowie z Bøgsethem w składzie zajmowali trzecie miejsce po skokach, jednak na trasie biegu zostali wyprzedzeni przez Szwajcarów i ostatecznie zajęli czwarte miejsce. Indywidualnie Hallstein Bøgseth uplasował się na 23. pozycji. Ostatni oficjalny występ zanotował 25 marca 1988 roku, kiedy podczas zawodów PŚ w Rovaniemi zajął siódme miejsce. W 1988 roku zakończył karierę.

## Osiągnięcia

### Igrzyska olimpijskie
| Miejsce | Dzień     | Rok  | Miejscowość | Konkurencja              | Wynik zwycięzcy | Strata      | Zwycięzca      |
| ------- | --------- | ---- | ----------- | ------------------------ | --------------- | ----------- | -------------- |
| 11.     | 19 lutego | 1980 | Lake Placid | Indywidualnie K-90/15 km | 432,200 pkt     | -33,210 pkt | Ulrich Wehling |
| 11.     | 12 lutego | 1984 | Sarajewo    | Indywidualnie K-90/15 km | 422,595 pkt     | -31,495 pkt | Tom Sandberg   |
| 4.      | 24 lutego | 1988 | Calgary     | Sztafeta K-90/3 × 10 km  | 1:20:46,0       | +48,4       | RFN            |
| 23.     | 28 lutego | 1988 | Calgary     | Gundersen K-90/15 km     | 38:16,8         | +4:11,9     | Hippolyt Kempf |

### Mistrzostwa świata
| Miejsce | Dzień       | Rok  | Miejscowość | Konkurencja              | Wynik zwycięzcy | Strata     | Zwycięzca        |
| ------- | ----------- | ---- | ----------- | ------------------------ | --------------- | ---------- | ---------------- |
| 22.     | 20 lutego   | 1978 | Lahti       | Indywidualnie K-90/15 km | 435,24 pkt      | -61,92 pkt | Konrad Winkler   |
| 2.      | 26 lutego   | 1982 | Oslo        | Sztafeta K-90/3 × 10 km  | 1295,92 pkt     | -52,32 pkt | NRD              |
| 1.      | 18 marca    | 1984 | Rovaniemi   | Sztafeta K-90/3 × 10 km  | 1189,46 pkt     | -          | -                |
| 8.      | 18 stycznia | 1985 | Seefeld     | Gundersen K-90/15 km     | 410,10 pkt      | -28,67 pkt | Hermann Weinbuch |
| 2.      | 25 stycznia | 1985 | Seefeld     | Sztafeta K-90/3 × 10 km  | 1276,90 pkt     | -20,88 pkt | RFN              |
| 13.     | 13 lutego   | 1987 | Oberstdorf  | Gundersen K-90/15 km     | 423,80 pkt      | -9,58 pkt  | Torbjørn Løkken  |
| 2.      | 14 lutego   | 1987 | Oberstdorf  | Sztafeta K-90/3 × 10 km  | 1261,94 pkt     | -16,96 pkt | RFN              |

### Puchar Świata

#### Miejsca w klasyfikacji generalnej
- sezon 1983/1984: 8.
- sezon 1984/1985: 4.
- sezon 1985/1986: 4.
- sezon 1986/1987: 11.
- sezon 1987/1988: 9.

#### Miejsca na podium chronologicznie
| Nr | Data             | Miejscowość | Konkurencja         | Wynik zwycięzcy | Pozycja | Strata     | Zwycięzca        |
| -- | ---------------- | ----------- | ------------------- | --------------- | ------- | ---------- | ---------------- |
| 1. | 15 grudnia 1984  | Planica     | Gundersen K90/15 km | 418.8 pkt       | 3.      | -3.9 pkt   | Geir Andersen    |
| 2. | 23 lutego 1985   | Leningrad   | Gundersen K90/15 km | 433.05 pkt      | 3.      | -2.45 pkt  | Geir Andersen    |
| 3. | 18 stycznia 1986 | Murau       | Gundersen K90/15 km | 417.145 pkt     | 2.      | -3.315 pkt | Hermann Weinbuch |
| 4. | 14 marca 1986    | Oslo        | Gundersen K90/15 km | 428.020 pkt     | 1.      | -          | -                |